# 陈一鸣 (棋手)
陈一鸣（1992年11月8日—），中国广东省广州市人，围棋职业三段棋手。她2009年入段，2017年10月升为三段。她获2009年第一届全国智力运动会围棋业余女子个人赛第二名，2011年第2届女子名人战亚军，2014年第12届建桥杯亚军。从2013年第一届开始，代表广东队参加中国女子围棋甲级联赛。

## 国内比赛成绩
2011年第2届姜堰黄龙士佳源杯女子围棋名人战连胜苏琦玮、郑岩、王晨星、王祥云进入决赛，决赛中负于李赫。
2014年第12届建桥杯连胜王爽、於之莹、王晨星进入决赛。决赛中1-2负于曹又尹。

## 国际比赛成绩
第2届、第6届兵圣杯8强。

## 个人生活
陈一鸣曾与围棋世界冠军陈耀烨九段恋爱，但最迟于2014年分手。